# Lopî, Pustomîtî
Lopî (în ucraineană Льопи) este un sat în comuna Sokolivka din raionul Pustomîtî, regiunea Liov, Ucraina.

## Demografie
Componența lingvistică a localității Lopî
     Ucraineană (100%)
Conform recensământului din 2001, toată populația localității Lopî era vorbitoare de ucraineană (100%).